# Contea di Anoka
La contea di Anoka in inglese Anoka County è una contea dello Stato del Minnesota, negli Stati Uniti. La popolazione nel 2006 era di 327 005 abitanti. Il capoluogo di contea è Anoka